# Sačurov
Sačurov (in ungherese Szacsúr) è un comune della Slovacchia facente parte del distretto di Vranov nad Topľou, nella regione di Prešov.